# Shirin Lotze
Shirin Lotze (* 1973 in Teheran, Iran) ist eine deutsche Schauspielerin, Synchronsprecherin und Werbesprecherin.

## Leben
Lotzes Eltern stammten aus Berlin. Ihre ersten vier Jahre verbrachte sie in Teheran. Danach zogen ihre Eltern mit ihr nach München. Lotze besuchte das Otto-von-Taube-Gymnasium in Gauting und machte 1993 Abitur. Anschließend besuchte sie das Schauspielstudio Gmelin München. Sie arbeitet hauptsächlich als Sprecherin für Werbung und als Synchronsprecherin.

## Filmografie (Auswahl)
- 1999: Sylvia – Eine Klasse für sich
- 2008: Marienhof
- 2011: Polizeiruf 110: Denn sie wissen nicht, was sie tun
- 2013: Ritter Rost – Eisenhart und voll verbeult
- 2018: Ballon
- 2023: Die Arktis von oben
- 2024: Alle Jahre wieder